# Kamehameha III.
Kamehameha III. (vlastním jménem Kauikeaouli; 11. srpen 1813 – 15. prosinec 1854) byl v letech 1824 až 1854 třetím havajským králem. Byl mladším synem krále Kamehamehy I. ze stejnojmenné dynastie. Jeho předchůdcem byl jeho starší bratr Liholiho (Kamehameha II.). Kamehameha III. vládl ze všech havajských králů nejdelší dobu, téměř 30 let, což představuje třetinu existence jednotného havajského království. Za jeho 30leté vlády se z domorodé absolutní monarchie Havajské ostrovy staly křesťanskou konstituční monarchií (díky ústavám z roku 1840 a 1852) podobnou monarchiím evropským.